# Чижикове (Шосткинський район)
Чижи́кове —  село в Україні, у Ямпільська селищній громаді Шосткинського району Сумської області. Населення становить 6 осіб. До 2020 орган місцевого самоврядування — Білицька сільська рада.

## Географія
Село Чижикове знаходиться за 2 км від правого берега річки Івотка. На відстані 2 км розташоване село Івотка. Село оточене великим лісовим масивом урочище Кремлянська Дача (сосна, дуб). Поруч проходить автомобільна дорога Т 1915.

## Історія
12 червня 2020 року, відповідно до розпорядження Кабінету Міністрів України № 723-р «Про визначення адміністративних центрів та затвердження територій територіальних громад Сумської області», село увійшло до складу Ямпільської селищної громади.
19 липня 2020 року, в результаті адміністративно-територіальної реформи та ліквідації Ямпільського району, село увійшло до складу новоутвореного Шосткинського району.